# Triteísmo
O Triteísmo é um conceito sobre a doutrina cristã da Trindade (cristianismo) que diz que ao invés de Deus ser três pessoas distintas mas unidas em substância, como afirma a doutrina da Trindade comum, essas três pessoas são três deuses separados, trabalhando juntos como se fossem um Deus, assim sendo visto como uma espécie de politeísmo.
Esse conceito foi condenada como heresia pelos cristãos ortodoxos no Terceiro Concílio de Constantinopla (680 D.C), concílio qual reafirmou a doutrina da Trindade, que já tinha sido estabelecida desde Concílio de Nicéia (325 D.C).
O Triteísmo pode ser visto como uma reação ao Subordinacionismo ou o Modalismo, conceitos que tentaram explicar a Trindade mas foram condenados heréticos pela Igreja. A razão para essa hipótese ser levantada é porque o Triteísmo focava na igualdade dos três deuses, contrastando com o Subordinacionismo (Qual afirma que o Filho e o Espírito são subordinados ao Pai em natureza), e na separação radical das três pessoas, contrastando com o Modalismo (Qual afirma que Deus é só uma pessoa se manifestando de diferentes maneiras).
O Triteísmo foi condenado comp heresia no Terceiro Concílio de Constantinopla através do filósofo neoplatônico João Filopono e seus seguidores.